# Maison de Louis Pasteur

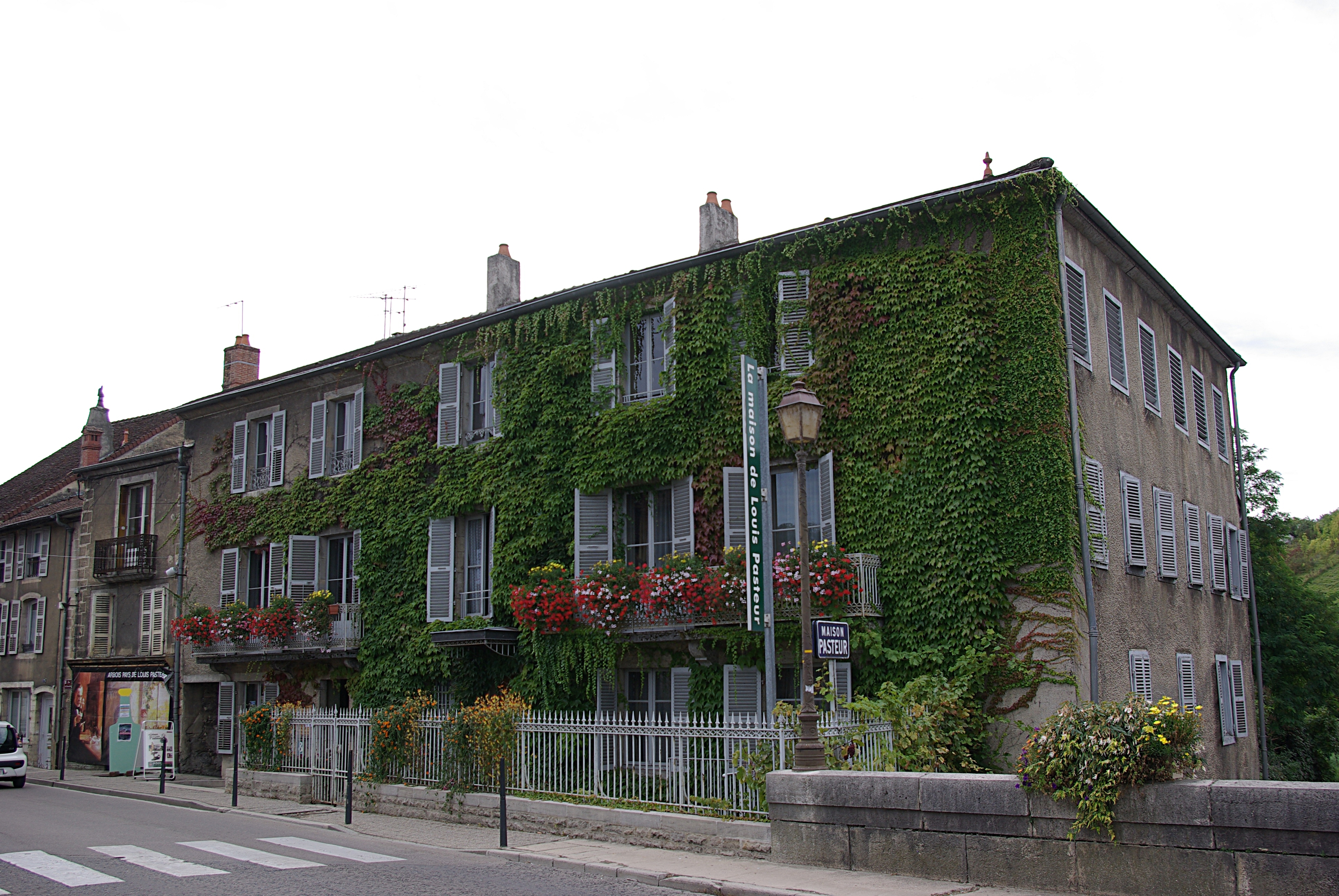
Das Haus von Louis Pasteur in Arbois

Das Maison de Louis Pasteur in Arbois, einer Stadt im französischen Département Jura in der Region Bourgogne-Franche-Comté, ist das Elternhaus des berühmten Mikrobiologen Louis Pasteur, in dem sich heute ein Museum befindet. Das Gebäude mit der Adresse Rue de Courcelle Nr. 83 ist seit 1937 ein geschütztes Monument historique.

## Beschreibung
Das Haus, in dem Louis Pasteur seine Jugend verbrachte, liegt am Ufer der Cuisance. Pasteur ließ das Gebäude mit der ehemaligen Gerberei seines Vaters umbauen und vergrößern, um sein Labor darin unterbringen zu können. Heute sind in dem als Museum bewahrten Haus noch die originale Inneneinrichtung aus der Zeit Pasteurs und dieses Labor zu sehen.